# Jack Paglen
Jack Paglen ist ein US-amerikanischer Drehbuchautor.

## Leben
Paglen startete seine Karriere 2003 als Schauspieler in Kurzfilmen, ehe er ab 2014 als Drehbuchautor für Hollywood-Produktionen tätig wurde. Sein erstes Drehbuch schrieb er für Wally Pfisters Science-Fiction-Film Transcendence. Danach verfasste er zusammen mit Michael Green die Idee zum Drehbuch für Alien: Covenant, dem achten Teil der Alien-Filmreihe.

## Filmografie
- 2014: Transcendence